# ランドサット2号
ランドサット2号(英語: Landsat 2)はアメリカ合衆国の地球観測衛星。ランドサット計画の2機目の衛星で、下はERTS-B(Earth Resource Technology Satellite B、地球資源技術衛星B)とされていたが、打ち上げの1975年1月22日より前にランドサット2号に改名された。設計寿命は1年であったものの、ランドサット2号は7年にわたって運用され、最終的に運用を負いえたのは1982年2月25日であった。

## 衛星の特徴
ランドサット1号と同じく、搭載されたリモートセンシング機器はリターンビームビジコン(RBV)とマルチスペクトラルスキャナ(MSS)の2種類であった。これらの機器の仕様はランドサット1号に搭載されたものと同一であった。なお、ランドサット3号ではMSS装置に短寿命熱バンドが加えられている。MSSによって取得されたデータはRBVで得られるデータより科学的に有用であると考えられ、RBVで得られるデータは主に工学的評価が目的とされた。

## 註
1. ↑  United States Geological Survey (2006年8月9日). “Landsat 2 History”. 2007年1月16日閲覧。
2. ↑  National Aeronautics and Space Administration (2005年7月12日). “40+ Years of Earth Science: Landsat 2”. 2007年1月27日時点のオリジナルよりアーカイブ。2007年1月16日閲覧。